# ساعة التنين
ساعة التنين (بالإنجليزية: The Hour of the Dragon)‏ المعروفة أيضا باسم كونان الفاتح (بالإنجليزية: Conan the Conqueror)‏ هي رواية خيالية من صنف السيف والسحر بقلم الكاتب الأمريكي روبرت هوارد من بطولة كونان البربري. وكانت إحدى أواخر ما نشر من قصص كونان قبل انتحار هوارد وإن لم تكن آخر ما كتبه. وقد نشرت الرواية لأول مرة في شكل مسلسل أعداد مجلة اللب حكايات غريبة من ديسمبر 1935 إلى أبريل 1936. صدرت طبعة الكتاب الأولى من قبل دار نوم للنشر في غلاف صلب في عام 1950. غيرت دار نوم اسم القصة إلى كونان الفاتح، وهو العنوان الذي احتفظت به كل الطبعات اللاحقة حتى عام 1977، عندما أعيد العنوان الأصلي في الطبعة الصادرة من دار بيركلي بوتنام عام 1977. كما أعادت طبعة بيركلي النص الأصلي المنشور في مجلة حكايات غريبة، وتركت التعديلات اللاحقة. وقد اتبعت الطبعات اللاحقة حذو دار بيركلي ونشرت القصة تحت عنوان الأصلي. فيلم كول الفاتح عام 1997 مبني جزئيا على قصة ساعة التنين، ووضعت شخصية كول محل كونان ولكن خلاف ذلك حافظت على نفس الحبكة الأساسية.